# Rejon sokolnicki
Rejon sokolnicki (ukr. Сокільницький район) – dawna jednostka podziału administracyjnego Ukraińskiej Socjalistycznej Republiki Radzieckiej w Związku Socjalistycznych Republik Radzieckich w latach 1940–1941 i 1944–1946. Należał do obwodu lwowskiego. Siedziba władz rejonu znajdowała się we Sokolnikach.
Rejon sokolnicki został utworzony 17 stycznia 1940 na podstawie dekretu Prezydium Rady Najwyższej USRR o podziale na rejony zachodnich obwodów USRR, kiedy to w obwodzie lwowskim utworzono 37 rejonów, między innymi sokolnicki. Rejon objął obszary zniesionych gmin Nawaria i Sokolniki. Obszary te należały przed wojną do powiatu lwowskiego w województwie lwowskim.
Rejon sokolnicki przestał istnieć wraz z wybuchem wojny niemiecko-radzieckiej 22 czerwca 1941. Jego tereny weszły w skład Landkreis Lemberg dystryktu galicyjskiego Generalnego Gubernatorstwa.
Rejon został odtworzony 29 czerwca 1944, po zajęciu tych terenów przez Armię Czerwoną.
1 listopada 1946 rejon sokolnicki zniesiono, przenosząc siedzibę ze Lwowa do Pustomytów i przekształcając go w rejon pustomycki.